# Ceratitis rosa
Ceratitis rosa är en tvåvingeart som beskrevs av Karsch 1887. Ceratitis rosa ingår i släktet Ceratitis och familjen borrflugor. Inga underarter finns listade i Catalogue of Life.